# Portrait de la comtesse Louisa de Mercy-Argenteau
Le Portrait de la comtesse Louisa de Mercy-Argenteau (en russe : Портрет пианистки графини Луизы Мерси д'Аржанто) est un tableau du peintre russe Ilia Répine réalisé en 1890. Cette huile sur toile est conservée à la galerie Tretiakov de Moscou.

## Sujet

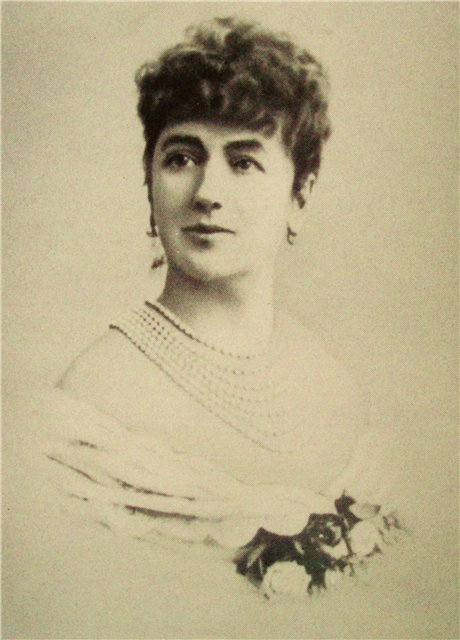
Photographie de la comtesse Louisa de Mercy-Argenteau vers 1870

Marie-Clotilde-Élisabeth Louise de Riquet, princesse de Caraman-Chimay (1837-1890), est une noble belge passionnée de musique.
En 1860, elle épouse Eugène Arnould Henri Charles François Marie, comte de Mercy-Argenteau (1838-1888) à Paris, après quoi elle visite fréquemment la cour de l'empereur Napoléon III. Après la chute du Second Empire en 1870, elle retourne dans le domaine familial du château d'Argenteau, près de Liège.
Fervente partisane de la musique classique russe, elle organise des concerts, notamment en Belgique et à Amsterdam, où sont exécutées des compositions du Groupe des Cinq (Rimski-Korsakov, Balakirev, Borodine, Moussorgski, César Cui). Après avoir appris le russe, elle traduit plusieurs opéras et chansons romantiques en français, et écrit également une série de critiques élogieuses sur la vie musicale en Russie et un livre sur la vie de Cui. Dans les dernières années de sa vie, elle a souvent passé du temps en Russie, dans le cercle familial de César Cui. En novembre 1890, elle meurt d'un cancer à Saint-Pétersbourg.

## Histoire
Le portrait de la comtesse Louisa de Mercy-Argenteau est commandé au peintre Ilia Répine par son ami proche, le compositeur russe César Cui, alors que la comtesse est déjà gravement malade. Le portrait est réalisé à Saint-Pétersbourg, en 1890, en six ou sept séances, dont la dernière a lieu onze jours avant la mort de la comtesse.
Avant son acquisition par la galerie Tretiakov, le tableau occupe la place centrale du mur de la cheminée de la bibliothèque musicale de César Cui, au-dessus des photos des personnes les plus proches du compositeur (ses enfants et son confrère Mili Balakirev), dans son manoir de quatre étages sur la Fontanka, près du palais Anitchkov.

## Description
De manière frappante, Répine parvient à transposer le caractère doux du modèle sur la toile, et son affection particulière pour cette femme belge en phase terminale, finissant ses jours loin de chez elle sans se plaindre, est presque palpable. Il la dépeint de manière extrêmement réaliste, avec sa touche relâchée caractéristique, exactement comme elle le regardait à ce moment-là, allongée sur un canapé, dans une robe blanche à la française, presque incapable de se lever. L'ombre de la mort sur l'humble visage de cette femme autrefois active laisse une impression indélébile.

Peu de temps après sa mort, un vaste in memoriam de Louisa de Mercy-Argenteau paraît dans le magazine Artist (ru), qui dit à propos du portrait peint par Répine :

« Cette œuvre est étonnamment réussie, tant en portrait qu'en peinture. La ressemblance est frappante : le regard semble vivant et son sourire un peu passif émeut même ceux qui ne l'ont jamais connue. »

— magazine Artist, 1890